# Maiola Kalili
Maiola Kalili (Honolulu, Estados Unidos, 3 de noviembre de 1909-Los Ángeles, 23 de agosto de 1972) fue un nadador estadounidense especializado en pruebas de estilo libre, donde consiguió ser subcampeón olímpico en 1932 en los 4x200 metros.

## Carrera deportiva
En los Juegos Olímpicos de Los Ángeles 1932 ganó la medalla de plata en los relevos de 4x200 metros estilo libre, con un tiempo 9:10.5 segundos), tras Japón (oro) y por delante de Hungría (bronce); sus compañeros de equipo fueron los nadadores: Frank Booth, George Fissler y Manuella Kalili.